# Шпренгель, Карл
Карл Шпренгель (нем. Carl Sprengel; 1787—1859) — немецкий агроном

, химик и почвовед.

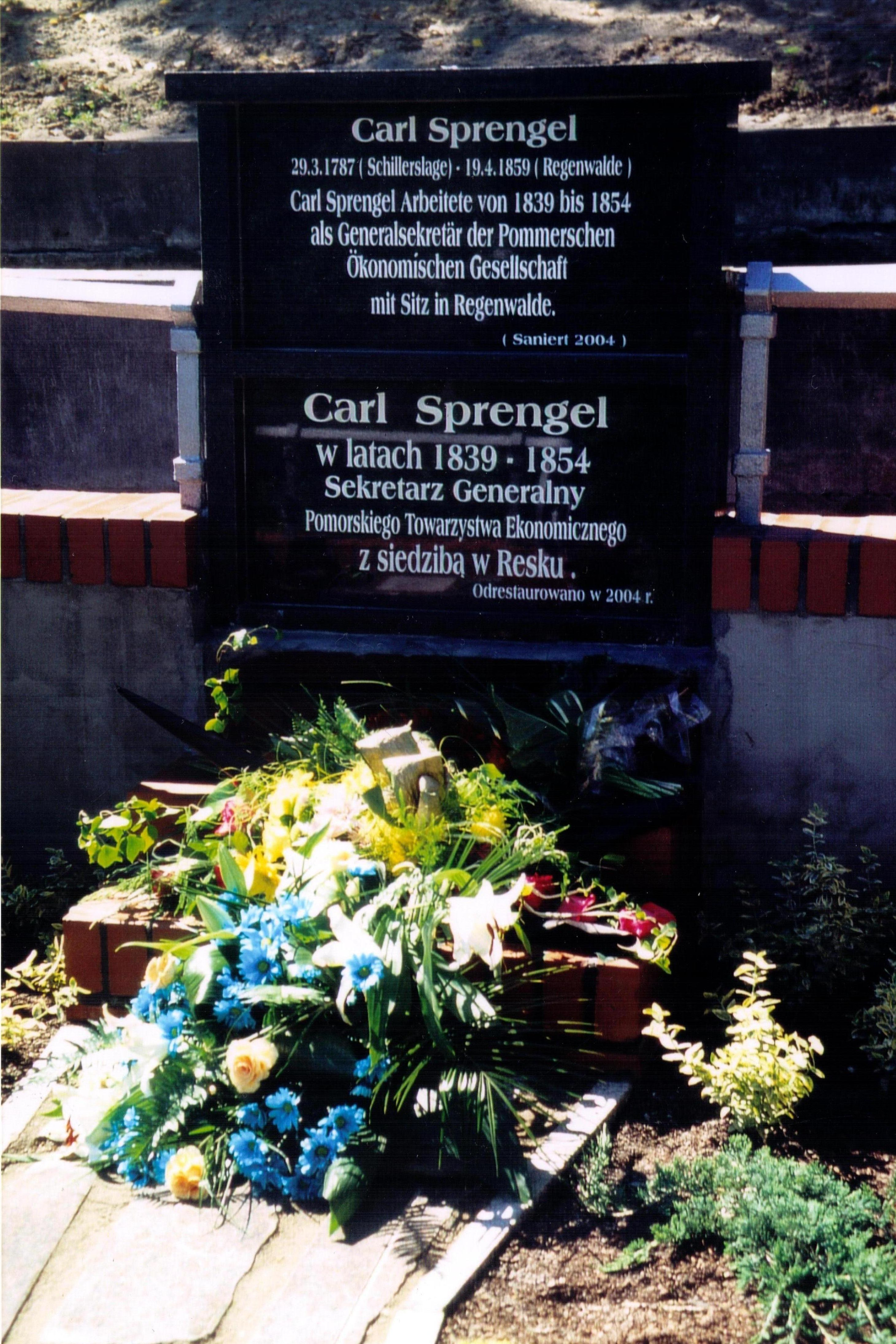
Могила К. Шпренгеля.

В 15-летнем возрасте он стал одним из первых учеников сельскохозяйственного института Тэера в Целле и Мёглине. С 1808 года занимался практически сельским хозяйством в Саксонии и Силезии. Большую часть зимних месяцев он проводил в Дрездене, где изучал новые языки и слушал лекции по химии. В 1817—1820 годах он много путешествовал, изучая различные модели сельскохозяйственного производства; посетил Нидерланды, Францию, Бельгию и Швейцарию. Познакомился с Хофвильской сельскохозяйственной школой Филиппа Эмануэля фон Фелленберга.
В 1821—1823 годах изучал естественные науки в Геттингенском университете. Он изучал химию, физику, ботанику, минералогию, геологию и математику и посещал лекции по сельскому хозяйству; 18 ноября 1823 года, после отличного экзамена по предметам химии и экономики, он получил степень доктора философии. В 1826 году он получил разрешение на преподавание и в зимнем семестре 1827/28 уч. года читал лекции по «Сельскохозяйственной химии» в университете. Шпренгель продолжал совершать ознакомительные поездки; написал двухтомный учебник по сельскохозяйственной химии. Однако большую часть времени он проводил в лаборатории химика Фридриха Штромейера, где проводил химический анализ почв, растений и удобрений.
В 1831 году он переехал в Брауншвейг, где планировалось создание Института сельского и лесного хозяйства. Здесь он с 1834 по 1836 годы был редактором недавно созданного журнала «Land- und Forstwirthschaftlichen Zeitschrift für Braunschweig, Hannover und die angrenzenden Länder», где помещал свои статьи. Только в конце 1835 года он был назначен профессором в Collegium Carolinum, где стал преподавать сельскохозяйственную науку и сельскохозяйственную химию. Главной заботой Шпренгеля в это время была идея создании экспериментальной фермы в Брауншвейге для демонстрации фермерам эффективности применения минеральных удобрений. В период с осени 1835 года до весны 1839 года он написал три значительных сочинений: «Die Bodenkunde oder die Lehre vom Boden» (1837), «Die Lehre von den Urbarmachungen und Grundverbesserungen» (1838), «Die Lehre vom Dünger» («Учение об удобрениях», 1839).
В 1839 году, став секретарём померанского экономического общества, он основал в 1842 году в Регенвальде (ныне — Реско) высшее сельскохозяйственное училище (с 1846 года — «Сельскохозяйственная академия в Регенвальде») и завод сельскохозяйственных орудий. На большой экспериментальной ферме училища Шпренгель наконец смог провести крупномасштабные сельскохозяйственные эксперименты. С 1840 года он издавал журнал «Allgemeine landwirtschaftliche Monatschrift».
В Регенвальде Карл Шпренгель в возрасте 54 лет, 30 сентября 1841 года, в ступил в брак с 19-летней дочерью прусского майора Джулианой фон Вульфен (1822—1859). Умер от сердечной недостаточности в возрасте 72 лет.
Карл Шпренгель оставил ценные работы по учению об удобрениях, агрономической химии и почвоведению. В их числе:
- «Chemie für Landwirte» (Геттинген, 1831—1832);
- «Die Lehre von Boden» (Лейпциг, 1844);
- «Die Lehre von Dünger» (1845);
- «Die Lehre von den Urbarmachungen» (1845);
- «Erfahrungen im Gebiete der allgemeinen und speciellen Pflanzenkultur» (1847—1852).